# Tanypus fulvomaculipennis
Tanypus fulvomaculipennis är en tvåvingeart som först beskrevs av Vimmer 1927.  Tanypus fulvomaculipennis ingår i släktet Tanypus och familjen fjädermyggor. Inga underarter finns listade i Catalogue of Life.